# 宇妥·扎西顿珠
宇妥·扎西顿珠（藏語：གཡུ་ཐོག་བཀྲ་ཤིས་དོན་འགྲུབ，威利转写：g.yu thog bkra shis don 'grub；1906年—1983年）西藏拉萨人，西藏贵族，噶厦官员。

## 生平
宇妥·扎西顿珠生于1906年。1924年开始当官，1925年至1926年在奎达（Quetta）接受炮兵训练，返回西藏后，随即于1926年被任命为噶准。1931年，他回到军队，同年在江孜接受机关炮训练，此后自1931年至1935年任仲扎玛嘎（grong-drag dmag-sgar）的代本。1935年至1938年，任卫队的代本。1938年获封台吉，并主管盐茶税务部门。据说他在1939年试图同司伦一起推翻摄政热振活佛，但该说法没有依据。1942年，获封扎萨克，同年11月升任朵麦基巧（昌都总管）。1943年4月前，赴康区，1946年去职，于1947年深秋回到拉萨。
1950年中国人民解放军发动昌都战役时，拉萨的噶厦派其率使团赴英国，但未能成行。1956年，任西藏自治区筹备委员会委员兼司法处处长。同年，被任命为可充分行使噶伦权力的噶察。同年，他赴印度为达赖喇嘛赴印度出席释迦牟尼诞生二千五百周年纪念活动打前站。1957年1月，他在印度切断了同中华人民共和国的一切联系，拒绝返回西藏，并定居印度噶伦堡。1967年10月23日，宇妥·扎西顿珠夫妇等一行六人抵达台湾，向蔣中正祝寿，并在台湾定居。1973年后，他移居加拿大，1983年在加拿大逝世。
妻宇托·多吉玉純（蘇康旺欽格勒之妹），曾任立法委員，子宇托·都頓旺秋，兒媳為嘉瑪桑佩之女澤仁群珍。

## 註解
1. ↑  Who's Who in Tibet(1938)說生年1904年。[1]The Tibet Album有兩說：1904年與1906年。西藏在线說生年1906年。据《1728－1959 西藏的贵族和政府》。《西藏叛匪宇妥·扎西顿珠去台》中称其56岁，按1967年56岁，则生于约1911年。